# Чапаєвська сільська рада (Алейський район)
Чапа́євська сільська рада (рос. Чапаевский сельский совет) — сільське поселення у складі Алейського району Алтайського краю Росії.
Адміністративний центр та єдиний населений пункт — село Красний Яр.

## Населення
Населення — 493 особи (2019; 573 в 2010, 684 у 2002).